# 戸部本町
戸部本町（とべほんちょう）は、神奈川県横浜市西区の町名。丁番を持たない単独町名である。住居表示実施済み区域。

## 地理
西区の中央部に位置し、東に戸部町、西に中央、南に御所山町、北に平沼と接している。

## 歴史

### 沿革
- 1966年（昭和41年）
  - 5月1日 - 紅梅町、戸部町、御所山町、石崎町、桜木町、天神町の各一部を編入し、戸部本町を新設設置。併せて住居表示実施[6]。
  - 9月10日 - 街区番号の変更に伴い、中央一丁目の一部を編入[6][7]。

## 世帯数と人口
2025年（令和7年）6月30日現在（横浜市発表）の世帯数と人口は以下の通りである。
| 町丁     | 世帯数    | 人口    |
| -------- | --------- | ------- |
| 戸部本町 | 2,412世帯 | 3,608人 |

### 人口の変遷
国勢調査による人口の推移。
| 年                 | 人口  |
| ------------------ | ----- |
| 1995年（平成7年）  | 2,868 |
| 2000年（平成12年） | 2,823 |
| 2005年（平成17年） | 3,094 |
| 2010年（平成22年） | 3,403 |
| 2015年（平成27年） | 3,596 |
| 2020年（令和2年）  | 3,574 |

### 世帯数の変遷
国勢調査による世帯数の推移。
| 年                 | 世帯数 |
| ------------------ | ------ |
| 1995年（平成7年）  | 1,458  |
| 2000年（平成12年） | 1,486  |
| 2005年（平成17年） | 1,715  |
| 2010年（平成22年） | 2,059  |
| 2015年（平成27年） | 2,207  |
| 2020年（令和2年）  | 2,250  |

## 学区
市立小・中学校に通う場合、学区は以下の通りとなる（2024年11月時点）。
| 街区                            | 小学校             | 中学校             |
| ------------------------------- | ------------------ | ------------------ |
| 1〜6番、15〜24番 33〜44番、51番 | 横浜市立戸部小学校 | 横浜市立老松中学校 |
| 7〜14番、25〜32番 45〜50番      | 横浜市立西前小学校 | 横浜市立西中学校   |

## 事業所
2021年現在の経済センサス調査による事業所数と従業員数は以下の通りである。
| 町丁     | 事業所数  | 従業員数 |
| -------- | --------- | -------- |
| 戸部本町 | 178事業所 | 2,099人  |

### 事業者数の変遷
経済センサスによる事業所数の推移。
| 年                 | 事業者数 |
| ------------------ | -------- |
| 2016年（平成28年） | 192      |
| 2021年（令和3年）  | 178      |

### 従業員数の変遷
経済センサスによる従業員数の推移。
| 年                 | 従業員数 |
| ------------------ | -------- |
| 2016年（平成28年） | 1,846    |
| 2021年（令和3年）  | 2,099    |

## 交通

### 鉄道
- 京浜急行電鉄本線
  - 戸部駅

### 道路
- 国道1号

## 施設
- 神奈川県戸部警察署
- 横浜市西消防署
- 横浜戸部本町郵便局
- まいばすけっと戸部駅南

## その他

### 日本郵便
- 郵便番号：220-0041[3]（集配局：神奈川郵便局[17]）

### 警察
町内の警察の管轄区域は以下の通りである。
| 番・番地等 | 警察署     | 交番・駐在所 |
| ---------- | ---------- | ------------ |
| 全域       | 戸部警察署 | 高島交番     |